# Спленомегалия
Спленомегалията (от гръцки: σπληνομεγαλία) е уголемяване на далака. В Аюрведа е известно като Plihodar.
От Аюрведична гледна точка черният дроб и далакът са два органа, които представляват зараждащото място или началната точка на кръвта, или rakta dhatu, от rakta – червен и dhatu – тъкан. За да може кръвта да осъществява нормално функциите си, важно е черният дроб и далакът да са в перфектно здравословно състояние.
Всяка анормална функция на далака се отразява върху функциите на цялото тяло. Влиянието на спленомегалията върху органите на човешкото тяло не се ограничава само до далака, а може да се забележи и в нарушаване функциите на другите системи в тялото, като например лимфната система или дихателната система.